# Els Manantials (Aiguamúrcia)
Els Manantials (també conegut com la Plana del Molí) és una urbanització del municipi d'Aiguamúrcia, a l'Alt Camp. Està situada al sud de Santes Creus, aigües avall del Gaià, a la confluència amb el torrent de Rubió, vora l'antic molí de Santes Creus. Hi passa la carretera local TV-2006, que comunica la urbanització amb Santes Creus i Aiguamúrcia, pobles que es troben si fa no fa a un quilòmetre cadascun.
La població resident censada el 2017 era de 80 persones.